# 斯科鲁普卡
伊格纳奇·扬·斯克鲁普卡（波兰语：Ignacy Jan Skorupka，1893年7月31日－1920年8月14日），波兰神父，波兰陆军随军牧师，他在华沙战役中阵亡，他也是这场战役最著名的伤亡者之一。

## 生平
1893年7月31日，斯克鲁普卡生于波兰华沙，他在圣彼得堡神学院学习，1916年接受了圣秩圣事，1918年，他曾短暂地在俄罗斯帝国担任教区牧师。在1918年苏波战争混乱的第一阶段，斯克鲁普卡成了波兰前东部领土的领导人。自从1918秋季，他在罗兹从事宗教活动。另外，他自1919年秋季在华沙圣若翰洗者圣殿总主教座堂布道。
斯克鲁普卡在1920年7月自愿成为波兰陆军的随军牧师，并隶属于波兰志愿军236团（大多由波蘭在學學生組成的志願軍團，后来成为第36步兵团的一部分）。1920年8月14日夜晚，斯克鲁普卡在华沙战役中的Ossów战役的反击战中阵亡。关于他的死亡，有两种不同的说法，一种说法是：他在给一名受了致命伤的士兵傅油时被一颗子弹击中，另一种说法是波兰军队在8月16日的报道，报道中说他是在鼓励被壓制的志願軍們前进时阵亡：他手里拿着十字架，在带头冲锋时被子弹击中：最後這波衝鋒成功擊退蘇聯軍隊。

## 对他的纪念
一天后，他的尸体被送到华沙的一座教堂，不久，他在著名的Powązki公墓举行国葬，许多政府和军队要员都来参加葬礼。约瑟夫·哈勒（Józef Haller）将军向他颁发了一枚银十字级波兰军事十字勋章。

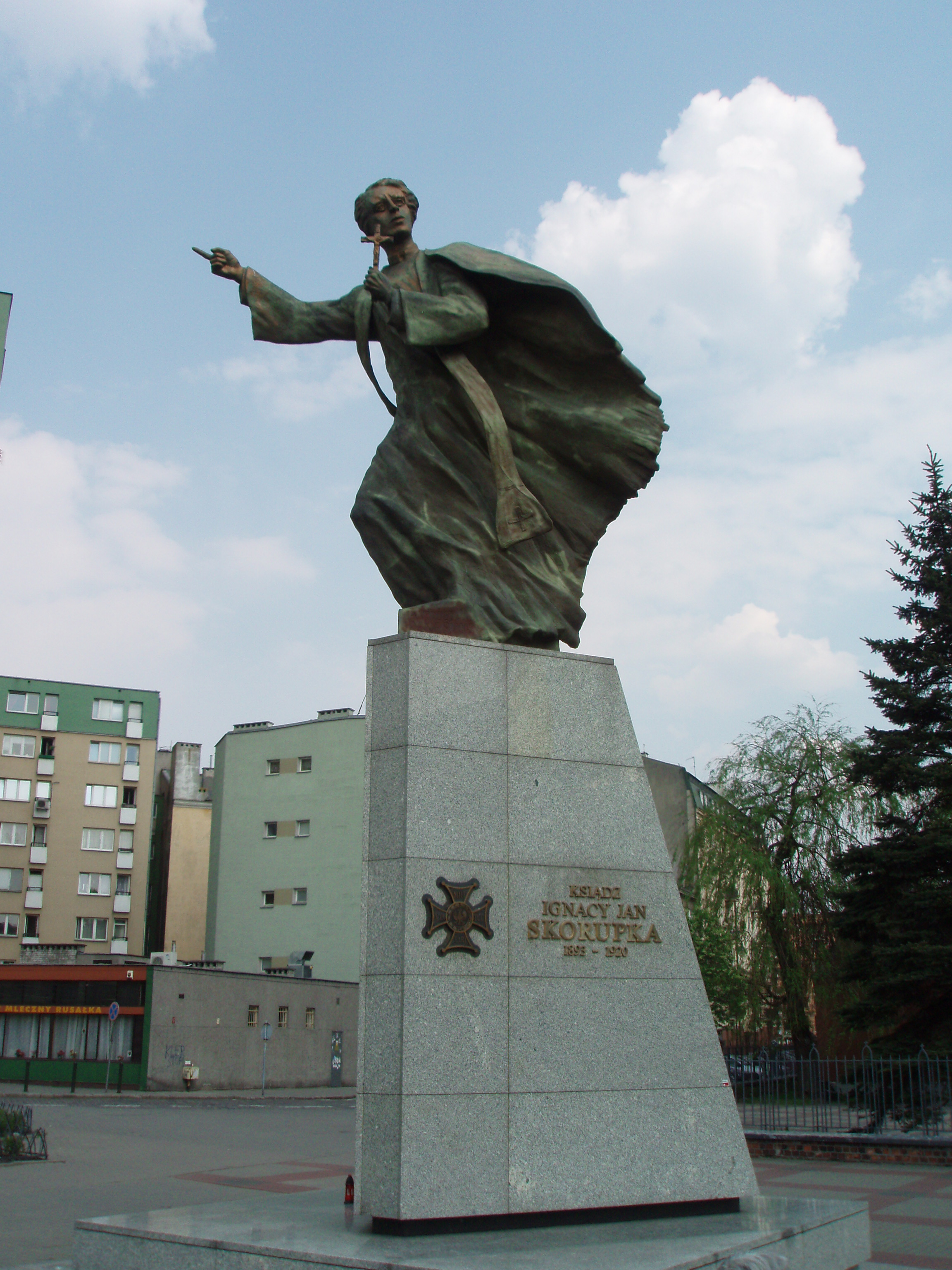
华沙的斯克鲁普卡纪念碑